# Wegebussard
Der Wegebussard (Rupornis magnirostris), gelegentlich auch Großschnabelbussard genannt, ist ein kleiner, auffallend langschwänziger bussardartiger Greifvogel aus der Gattung Rupornis innerhalb der Familie der Habichtartigen. Er ist in Mittel- und Südamerika weit verbreitet und zählt dort zu den häufigsten Greifvögeln.
Er erreicht etwa die Größe eines Turmfalken, ist im Durchschnitt aber etwas schwerer als dieser und wirkt kräftiger und massiger. Die sehr variabel gefärbte Art ist häufig an Wege- und Straßenrändern zu sehen, wo sie auf Zaunpfählen oder Telegrafenmasten Ausschau nach geeigneten Beutetieren hält. Außer dem deutschen verweisen auch einige anderssprachige Trivialnamen auf diese Verhaltensweise (engl.: Roadside Hawk, span. Bussardo Caminero). Die Geschlechter unterscheiden sich in der Gefiederfärbung nicht; Weibchen sind im Durchschnitt nur unmerklich größer, können aber um bis zu 25 % schwerer als Männchen sein.
Der Wegebussard ist ein Nahrungsgeneralist, der sich von einer Vielzahl unterschiedlicher Beutetiere ernährt; große Insekten spielen aber immer eine prominente Rolle, worauf sich mit Insect Hawk ein weiterer englischer Trivialname bezieht. Bisher wurden keine regelmäßigen Wanderungen oder Zugbewegungen dokumentiert. Das Gelege des – meist nur saisonal verbundenen – Paares umfasst in den Tropen nur ein Ei, in den Subtropen dagegen sind Zweiergelege die Regel.
Rupornis magnirostris wurde 1788 von Johann Friedrich Gmelin als Falco magnirostris erstbeschrieben. Als Sammelort des Typusexemplars gibt er Cayenna (= Cayenne) an. Das lat. Artepitheton verweist auf den verhältnismäßig großen Schnabel dieser Art. Die Herleitung des Gattungsnamens ist unklar: Er besteht entweder aus griech. rhypos (ῥύπος) = Schmutz, Erde und ornis (ὄρνις) = Vogel und könnte sich auf die Färbung des Vogels beziehen, die oft eine schmutziggraue oder erdfarbene Tönung aufweist., oder aus lat. rupes = Fels und griech. ornis.
Der Wegebussard, dessen Bestand aufgrund anhaltender großflächiger Rodungen des Primärwaldes, die für die Art neue Freiflächen schaffen, leicht zunimmt, steht in keiner Gefährdungskategorie.
Die Gattung ist monotypisch, die Art dagegen in hohem Maße polytypisch. Ferguson-Lees führt 14 Unterarten an, das HBW 12.
Obwohl diese Art zu den am besten untersuchten neotropischen Greifvögeln gehört, sind noch einige Fragen zur Biologie offen.

## Aussehen
Der Wegebussard ist ein kleiner, aber untersetzt und massig wirkender, meist graubrauner Greifvogel. In seiner Gesamterscheinung ähnelt er einem kleinen Habicht. Auffallend sind die oft kapuzenartig vom übrigen Körper abgesetzte, meist graue oder graubraune Kopf-, Hals- und Nackenpartie, die kurzen Flügel (2,1–fache Körperlänge), die beim sitzenden Vogel weit vor der Spitze des verhältnismäßig langen, gebänderten Schwanzes enden und die ausdrucksvollen, großen Augen mit gelber Iris. Ist der Vogel angespannt, dreht und wendet er häufig den Schwanz. Er fliegt mit relativ flachen, schnell aufeinanderfolgenden Flügelschlägen, denen eine kurze Gleitphase folgt. Er segelt selten und rüttelt nicht. Bei einigen Unterarten sind im Flug die bis auf die gefingerten Enden rostbraunen Handschwingen kennzeichnend. Die Geschlechter sind feldornithologisch nur durch ihr Verhalten zu unterscheiden, da kein Färbungsdimorphismus besteht, der Größendimorphismus mit maximal 7 % zugunsten der Weibchen gering ist und bei dem zwar mit bis zu 25 % beträchtlichen Gewichtsdimorphismus eine breite Überschneidungsmenge besteht. Die Art ist häufig an Straßenrändern zu beobachten, wenn sie auf Telegrafenmasten oder Weidepfählen nach Beutetieren Ausschau hält. Habitus, Färbung und das wenig scheue und akustisch auffällige Verhalten machen adulte Wegebussarde annähernd unverwechselbar.
In Veracruz wurde ein melanistischer Jungvogel beobachtet; ob solche Färbungsvarianten häufiger vorkommen, ist nicht bekannt.

### Erwachsenengefieder (Rupornis magnirostris magnirostris)

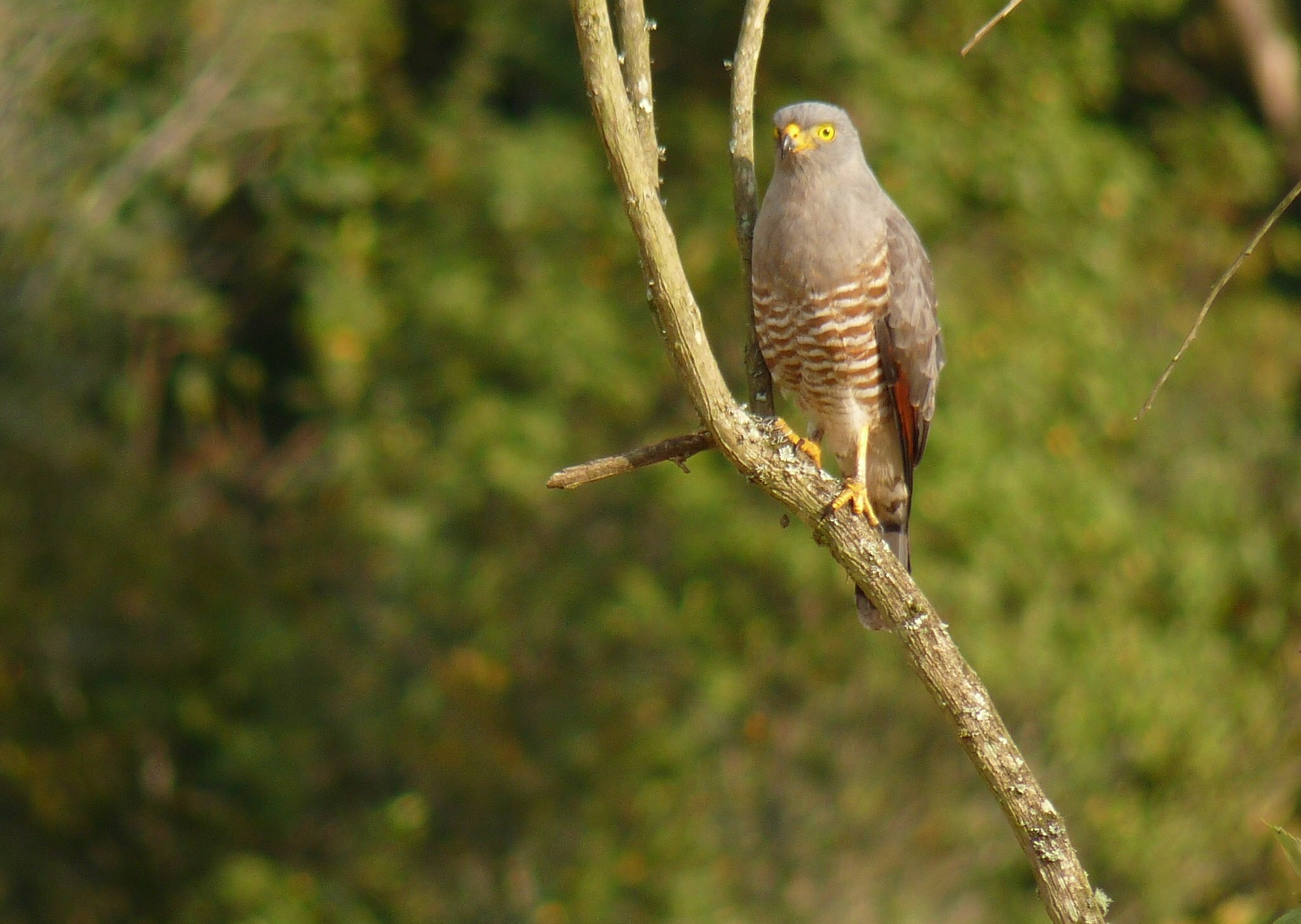
Adulter Wegebussard (R. m. magnirostris), deutlich die rotbraunen Armschwingen und der kapuzenartig abgesetzte Kopf- und Brustbereich

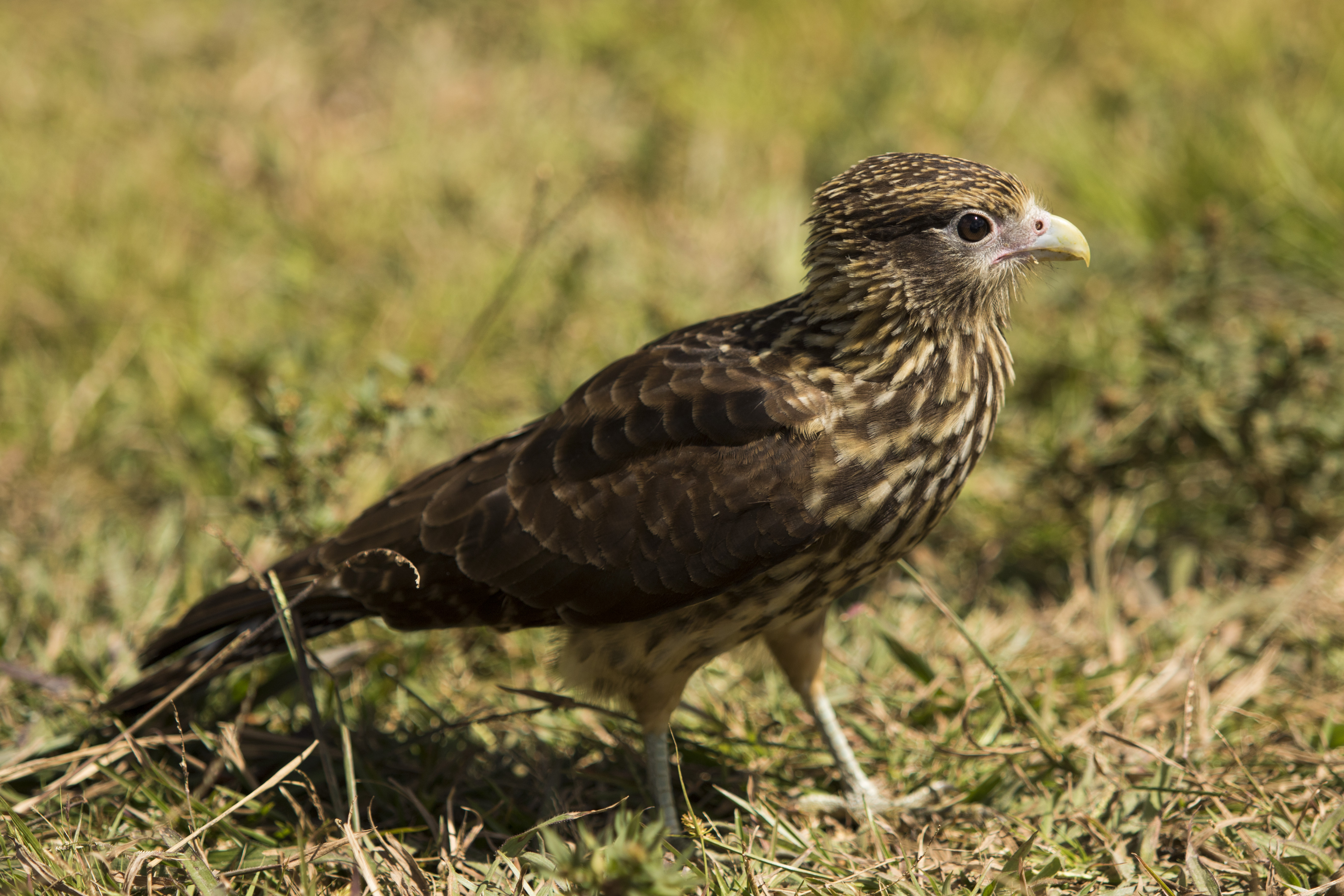
Wegebussard, 1. Jugendgefieder. In diesem Federkleid fliegen Jungvögel aus

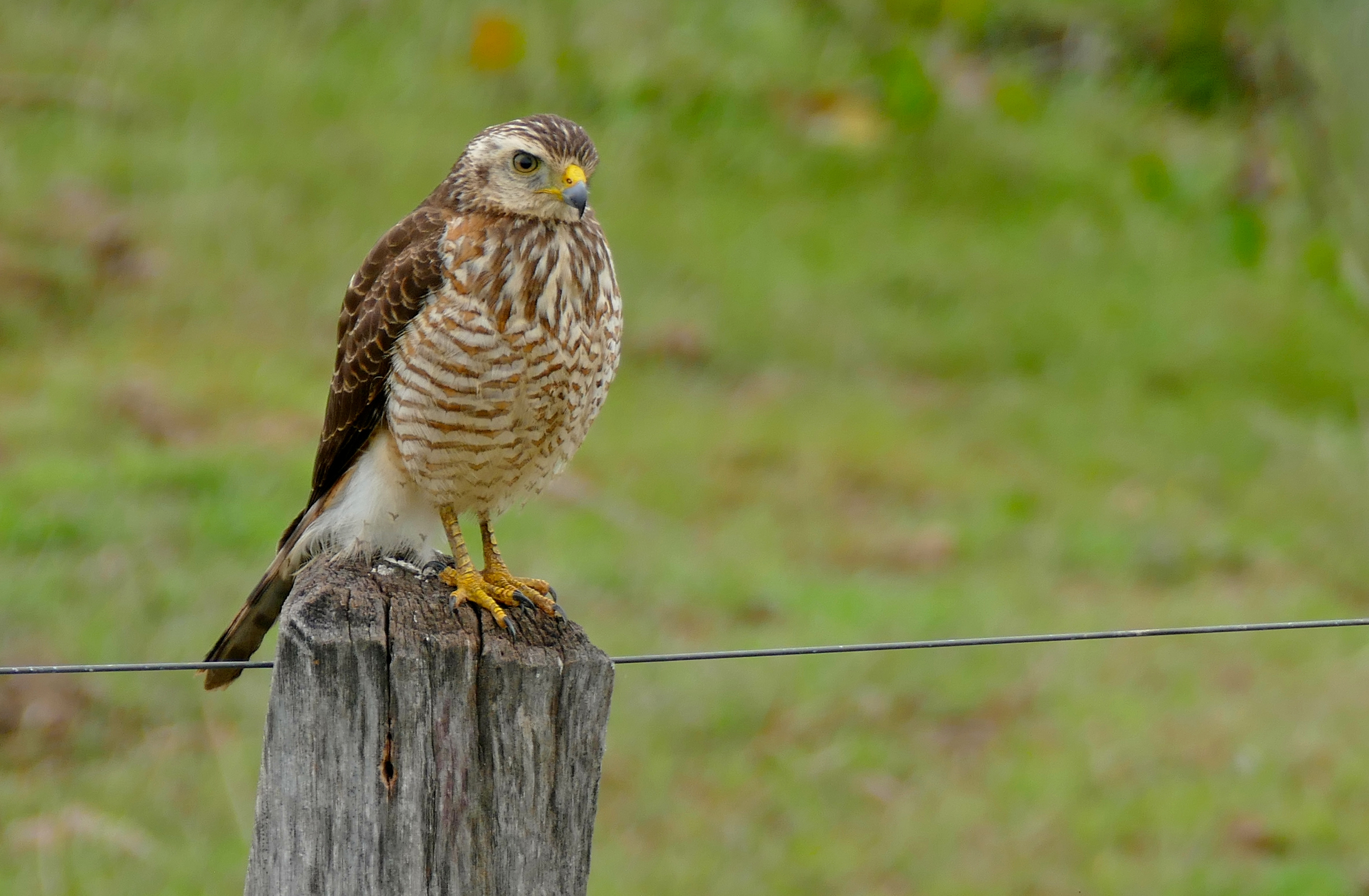
Wegebussard, 2. (definitives) Jugendgefieder

Hier werden die Merkmale des nominotypischen Taxons detailliert beschrieben. Davon abweichende Merkmale der Unterarten werden im Abschnitt Wegebussard#Systematik kurz erwähnt.
Kopf, Nacken, Rücken und Flanken sind schiefergrau. Ein feiner, weißer Überaugenstreif ist meist ausgebildet, kann aber auch fehlen. Die subterminal dunklen und terminal ganz fein weiß gerandeten Armschwingen sind bei gefalteten Flügeln nur aus der Nähe zu erkennen, auch die rostroten Felder der Handschwingen sind oft verdeckt, sodass beim sitzenden Vogel nur die schwarz-cremefarben gebänderten Endfedern immer sichtbar sind. Der Bürzel ist auf weißem Grund schwarz gebändert. Der lange, leicht gerundet abschließende Schwanz ist auf grauem Grund deutlich vierfach schwarz gebändert (häufig sind davon die ersten beiden Basalbänder verdeckt), wobei das Subterminalband das breiteste ist. Er endet in einem feinen, weißen Terminalband. Der Schwanz überragt die Flügelspitzen erheblich. Auf der Unterseite sind Kehle und oberer Brustbereich grau; der Kehlbereich kann aber auch schmutzigweiß sein und feine graue Längszeichnungen aufweisen. Diese Gefiederregion ist oft deutlich, kapuzenartig von der Bauchseite abgesetzt, die auf weißem Grund auffallend kastanienbraun oder rötlichbraun gebändert ist. Ebenso gefärbt ist das körpernahe Drittel der bis zum Intertarsalgelenk befiederten Beine. Der Rest ist weniger stark und eher grau gebändert und wirkt hell, manchmal fast weiß. Die Unterschwanzdecken sind hellgrau oder fast weiß. Die Unterflügeldecken sind auf weißem Grund fein schwarz gestrichelt und zonal deutlich von den Schwingen abgesetzt. Die Handschwingen und die äußeren Armschwingen sind bis auf die schwarz-cremefarben gebänderten sieben äußersten, gefingerten Federn deutlich hell rehbraun, eine Färbung, die zum Körper hin verblassend in ein verwaschenes Weiß übergeht. Die leicht gebuchteten Flügel sind undeutlich dunkelgrau gerandet und weiß begrenzt. Die Iris der Augen ist gelb, ebenso ist die Wachshaut gefärbt, die das basale Drittel des sonst dunkel schiefergrauen Hakenschnabels bedeckt. Schließlich sind auch die Laufbeine gelb.

### Jugendgefieder
Soweit bekannt, beginnen Nestlinge kurz vor dem Ausfliegen in ein unauffälliges, braun gesprenkeltes Jugendkleid zu wechseln. Dieses Federkleid tragen sie während der Führungszeit. Charakteristisch sind die schiefergrauen Beine, der helle Schnabel mit dem noch gelben Schnabelspalt und die dunkle Iris. Noch im Geburtsjahr vermausern die Jungvögel dieses Federkleid und wechseln in das definitive Jugendkleid. Danach mausern sie bereits in das Erwachsenenkleid, ein weiteres Immaturgefieder folgt nicht. Bis auf kleine Details sind die Jugendkleider der einzelnen Unterarten gleich. Die meisten Deckfedern der matt kastanienbraunen Oberseite sind rehbraun gerandet, sodass ein unruhig gesprenkelter Eindruck entsteht. Kopf und Nacken erscheinen durch die helle Längsstrichelung etwas heller als der Rücken. Auffallend ist ein langer, weißer Überaugenstreif, der hinter dem Schnabelansatz beginnt und bis in den Nacken verläuft. Der Schwanz weist auf der Oberseite fünf dunkle Querbänder auf. Der Kehl- und Brustbereich ist auf hellem Grund deutlich unregelmäßig braun längsgestrichelt, zum Teil auch braun getropft. Die übrige Brust und der Bauch sind bereits braun quergestreift, doch ist die Streifung unregelmäßiger und dunkler als im Erwachsenengefieder. Der schmutzigweiße Schwanz weist auf der Unterseite 5–6 schmale, dunkelgraue Bänder auf. Die Unterflügeldecken sind auf hellem, fast weißem Grund dicht schwarz gestrichelt. Der hellgraue Schnabel wird zur Spitze hin schwarz, die Wachshaut ist blassgelb. Ebenso sind Iris und Beine gefärbt.

## Biometrische Daten
R. m. saturatus und R. m. pucherani aus den südlichsten Bereichen des Verbreitungsgebietes sind die größten Vertreter der Art, während R. m. grazilis, eine Inselrasse von Cozumel, die kleinste Unterart ist.
Kleine Männchen weisen eine Gesamtlänge von 33 Zentimetern auf, während große Weibchen mit bis zu 41 Zentimetern vermessen wurden. Das geringste Gewicht wurde mit 206 Gramm (R. m. petulans, ♂) festgestellt, das höchste mit 515 Gramm (R. m. pucherani, ♀). Die Spannweite schwankt zwischen 72 und 85 Zentimetern.

## Stimme
Der Wegebussard ist eine sehr ruffreudige Art, die vor allem in der Vorbrutzeit häufig zu hören ist und auch außerhalb dieser akustisch aktiv bleibt. Die Vokalisationen unterscheiden sich zwischen den einzelnen Unterarten eher geringfügig; die Toncharakteristik kann etwas variieren.
Der Hauptruf ist ein langgezogenes, schrill-scharfes, mehrsilbiges Wiiieeeäääh.... Dieser Ruf ist auf der ersten Silbe betont und klingt dumpfer werdend, abfallend aus. Er ist sowohl von fliegenden als auch von sitzenden Vögeln und oft im Duett zu hören. Häufig ist auch eine gereihte, polyfon klingende Ruffolge zu vernehmen. Diese Rufreihe besteht meist aus 4 bis 6 Einzelelementen, kann aber auch über 20 Einzelrufe umfassen. Sie scheint hauptsächlich als Alarmruf eingesetzt zu werden. Diese beiden Rufe werden bei unterschiedlicher Erregung vielfältig variiert. Jungvögel betteln mit einem hellen, an den Ton einer Quietschente erinnernden Ruf, der dem gereihten Ruf adulter Vögel ähnelt, dem aber der nasale Toncharakter fehlt.

## Verbreitung, Wanderungen, Lebensraum und Raumbedarf

Geografische Verbreitung des Wegebussards

Der Wegebussard ist eine ausschließlich neotropische Greifvogelart, deren Brutverbreitung sich etwa von 24° N bis 39° S erstreckt. Selten werden einzelne umherstreifende Individuen im Rio-Grande-Gebiet in Südtexas festgestellt. Die Art ist in weiten Teilen des sehr großen Verbreitungsgebietes ein häufiger und aufgrund seiner eher auffälligen, nicht scheuen Lebensweise ein relativ leicht zu beobachtender Vogel.

### Verbreitung
Die nördlichsten Brutvorkommen liegen an der nördlichen mexikanischen Golfküste und deren Hinterland in den Bundesstaaten Nuevo León und dem zentralen Tamaulipas. An der Pazifikküste beginnt das annähernd geschlossene Brutgebiet in Jalisco. Von dort erstreckt es sich über das gesamte Mittelamerika bis in den Norden Kolumbiens, wobei die Art in Mexiko nur in den Küstengebieten und ihren Hinterländern verbreitet ist und auch im nördlichen Mittelamerika im zentralen Bergland nicht vorkommt (etwa bis Zentralnicaragua). Ob die Art im zentralen Costa Rica brütet, ist unklar. Besiedelt sind in diesem Gebiet fast alle, den beiden Küsten vorgelagerte Inseln; auf Cozumel und Holbox sowie Roatán und anderen der Islas de la Bahía haben sich sogar eigene Unterarten ausgebildet. Westlich der Anden kommt der Wegebussard in einem unterschiedlich breiten Streifen vom nördlichsten Kolumbien südwärts bis ins zentrale Ecuador vor. Noch weiter südlich entfernt sich das Brutgebiet von der Küste und reicht in einem schmalen Korridor bis ins nördliche Peru. Die Hauptkordillere und die höheren Vorgebirge sind in Kolumbien kein Brutgebiet, ebenso fehlt die Art in den höheren Bereichen der Sierra Nevada de Santa Marta im Norden Kolumbiens und in den nördlichen Ausläufern der Anden im Nordwesten Venezuelas. Unklar ist, ob der Wegebussard auf der Halbinsel Paraguaná brütet, auf Curaçao, Aruba und Bonaire bestehen jedoch sicher Brutvorkommen. Im übrigen Südamerika ist die Art östlich des Andenhauptkammes fast flächendeckend verbreitet (inklusive des peruanische Anteils am Amazonasbecken und teilweise des südlichen Grenzgebietes Perus zu Brasilien und Bolivien sowie der Osthälfte Boliviens). Im Süden des Kontinents reicht das Brutgebiet bis Zentralargentinien (Provinzen La Rioja, Cordoba und Buenos Aires).

### Wanderungen
Der Wegebussard gilt als Standvogel. Er scheint jedoch außerhalb der Brutzeit ein nomadisches, unstetes Leben zu führen. Umherstreifende, große südliche Vögel gelangen so weit nach Norden, andererseits werden regelmäßig Wegebussarde im nördlichen Patagonien (Provinz Río Negro) festgestellt. Auch die acht Winterbeobachtungen der Art im südlichen Texas deuten auf – zumindest kleinräumige – Wanderbewegungen hin.

### Lebensraum

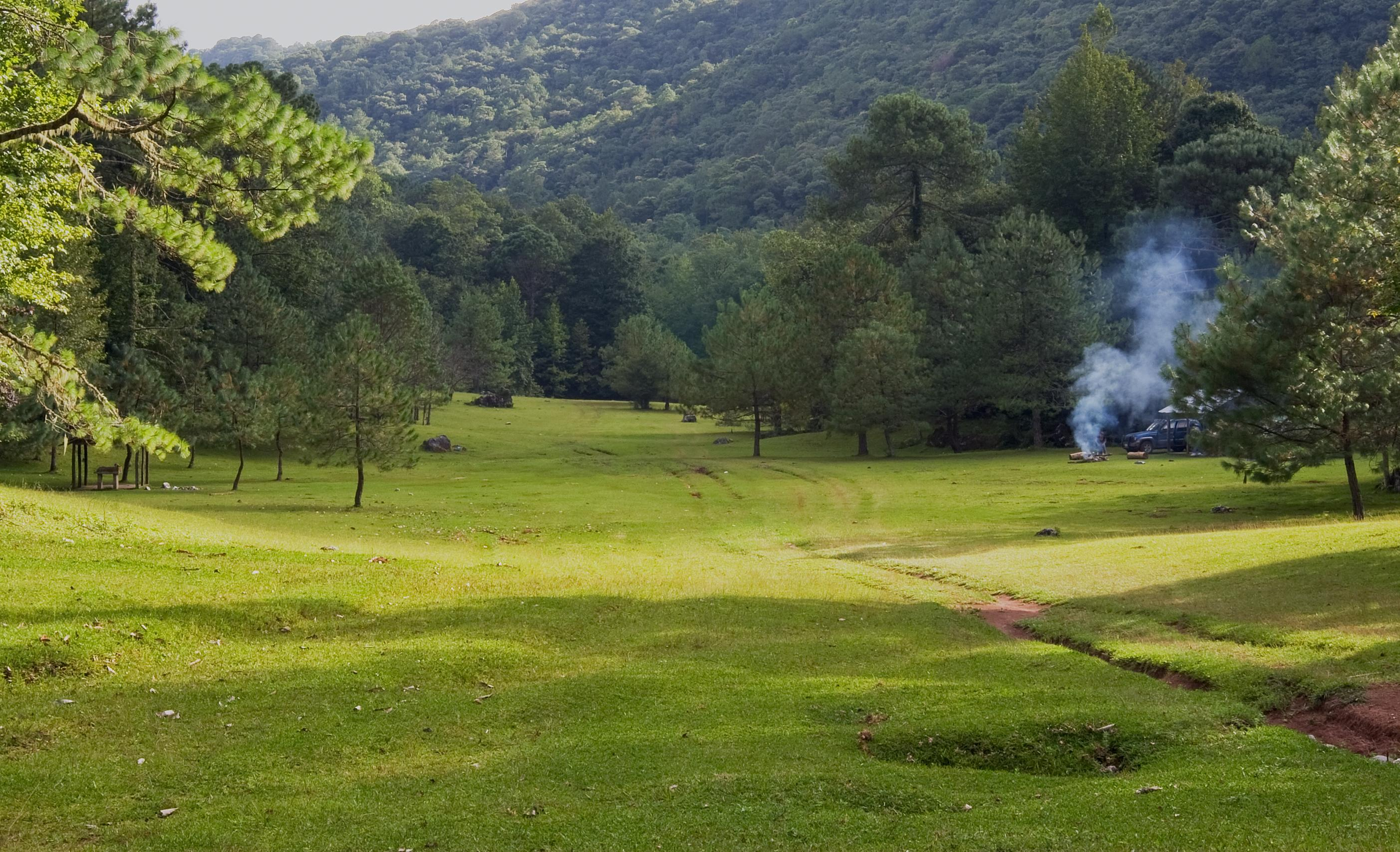
Der Wegebussard brütet auch in lockeren Mischwaldgebieten wie hier in Tamaulipas

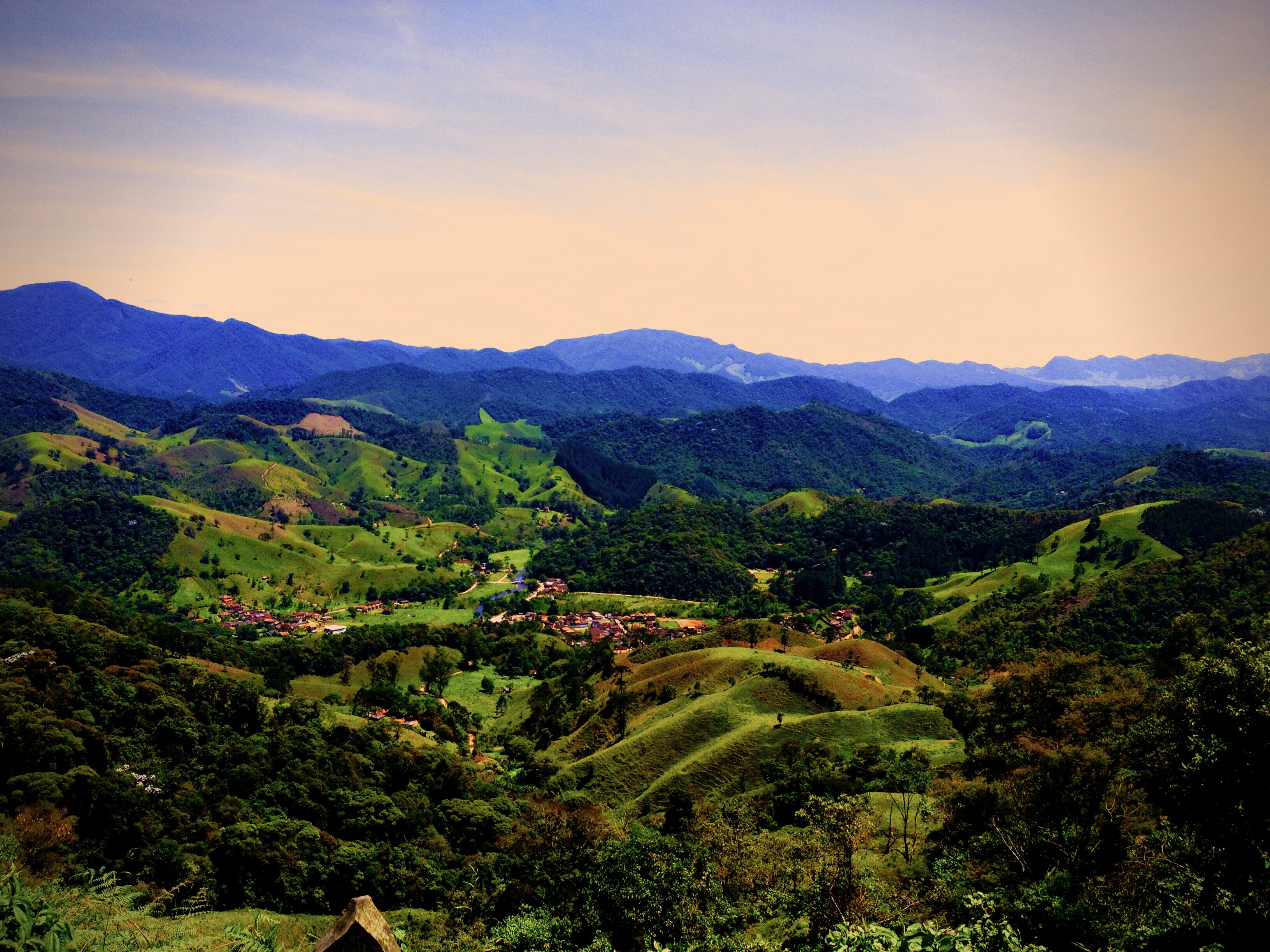
Mosaiklandschaften wie hier in der Nähe von Maringá sind ein bevorzugter Lebensraum.

Der Wegebussard ist ein sehr flexibler, anpassungsfähiger Greifvogel, der unterschiedlichste Habitate für sich zu nutzen vermag. Wenn das Nahrungsangebot ausreichend ist und Nistbäume vorhanden sind, sind für ihn bis auf Wüsten, baumlose Steppen, dichte Wälder mit geschlossenem Kronendach und Hochgebirge alle Vegetationstypen seines Verbreitungsgebietes als Bruthabitat geeignet.
R. magnirostris kommt in der trockenen Caatinga, im saisonal feuchten Cerrado und den saisonal vernässten Llanos vor und meidet auch ausgesprochene Feuchtgebiete wie etwa das Pantanal nicht. Er vermag landwirtschaftlich genutztes Land zu besiedeln, solange die Bodendeckung nicht durch großflächige Monokulturen bestimmt ist. In Gebieten mit extensiver Viehhaltung werden sogar sehr hohe Bestandsdichten verzeichnet. Geschlossene Wälder meidet er, brütet aber an den Rändern großer natürlicher oder künstlicher Lichtungen, auf Brandrodungsflächen und in Sekundärvegetation in früher Sukzession. Flussbegleitende Wälder, Galeriewälder, sowie saisonal trockenfallende Schwemmlandgebiete bieten ihm ebenso Lebensraum wie eher trockene Kiefern-Eichenbestände, die er im Norden Mexikos vorfindet. Als wenig wassergebundene Art kommt R. magnirostris zwar an der Küste vor, ist dort aber seltener als andere Arten der Buteoninae. Wenn ausreichend Grünflächen mit Bäumen vorhanden sind, erscheint er auch in urbanen Gebieten und nistet dort in großen Parks, auf Friedhöfen oder Golfplätzen. In einigen brasilianischen Städten, wie etwa in Maringá, brütet er in unmittelbarer Nähe zu Wohnbauten und ist dort neben dem Buntfalken die häufigste Greifvogelart. Mosaiklandschaften, in denen sich Flächen mit Viehwirtschaft und extensiver landwirtschaftlicher Nutzung mit ungenutzten, unbebauten Flächen abwechseln und in denen (im Idealfall einzelstehende) hohe Bäume sowie unterschiedliche Ansitze vorhanden sind, scheinen für diese Art besonders attraktiv zu sein.
Der Wegebussard ist vor allem eine Art der Niederungen und der kollinen Höhenstufe. In Mittelamerika, Venezuela und Kolumbien sind Brutplätze über 2000 Meter über NHN bekannt, in Peru befinden sich die höchstgelegenen Brutvorkommen in etwa 3000 Metern Höhe.

### Raumbedarf
Detaillierte Angaben zum Raumbedarf des Wegebussards sind nur aus einem Regenwaldgebiet auf Yucatan sowie aus einer Randzone des südbrasilianischen Cerrados verfügbar. Für das gesamte Verbreitungsgebiet gibt Ferguson-Lees ein Brutpaar/29 km² an. In günstigen Gebieten ist jedoch die Bestandsdichte bedeutend größer und der Raumbedarf entsprechend geringer. Die Studie von de Barros (2011) et al., die in einer Cerrado-Region im zentralen São Paulo erhoben wurde, ergab eine durchschnittliche Größe der Brutterritorien von knapp 130 Hektar. Das kleinste Territorium umfasste nur 47,4 Hektar, das größte war mit 266,7 Hektar über fünfmal so groß. Diese große Schwankungsbreite erklären die Autoren mit der unterschiedlichen Bonität der Territorien (Nahrungsverfügbarkeit, Ansitze, Bodendeckung und anderes); sie halten die Nahrungsverfügbarkeit für die, die Territoriumsgröße am stärksten beeinflussende Variable. Die mittels Telemetrie erhobenen Daten, könnten für Mosaiklandschaften in subtropischen, mäßig feuchten Habitaten repräsentativ sein. Panasci et al. untersuchten in der Nähe von Tikal auf Yucatan die Verbreitungsdichte dieser Art sowohl in natürlichen Lichtungen und Randzonen eines ungestörten Primärwaldgebietes, als auch auf Brandrodungsflächen mit teilweise nachwachsender Sekundärvegetation. Die Territoriumsgrößen für ein Brutpaar betrugen 86,8 Hektar im Primärwald und 71 Hektar auf den Brandrodungsflächen. Die Territorien von Nichtbrütern sind offenbar signifikant kleiner. Im Primärwald wurden für ein nichtbrütendes Männchen ein Nahrungsterritorium von nur 9 Hektar festgestellt. Es bewegte sich fast ausschließlich innerhalb eines nur 350 Meter im Durchmesser umfassenden Gebietes, in dessen Zentrum ein hoher, solitärer Baum stand.

## Nahrung und Nahrungserwerb
Der Wegebussard ist ein anpassungsfähiger Nahrungsgeneralist, dessen Nahrungszusammensetzung sowohl regional als auch saisonal stark variiert. Er passt seine Jagdstrategien den Gegebenheiten an, die vergleichsweise energieschonende Ansitzjagd ist jedoch immer und überall die bevorzugte Jagdmethode.

### Nahrungszusammensetzung

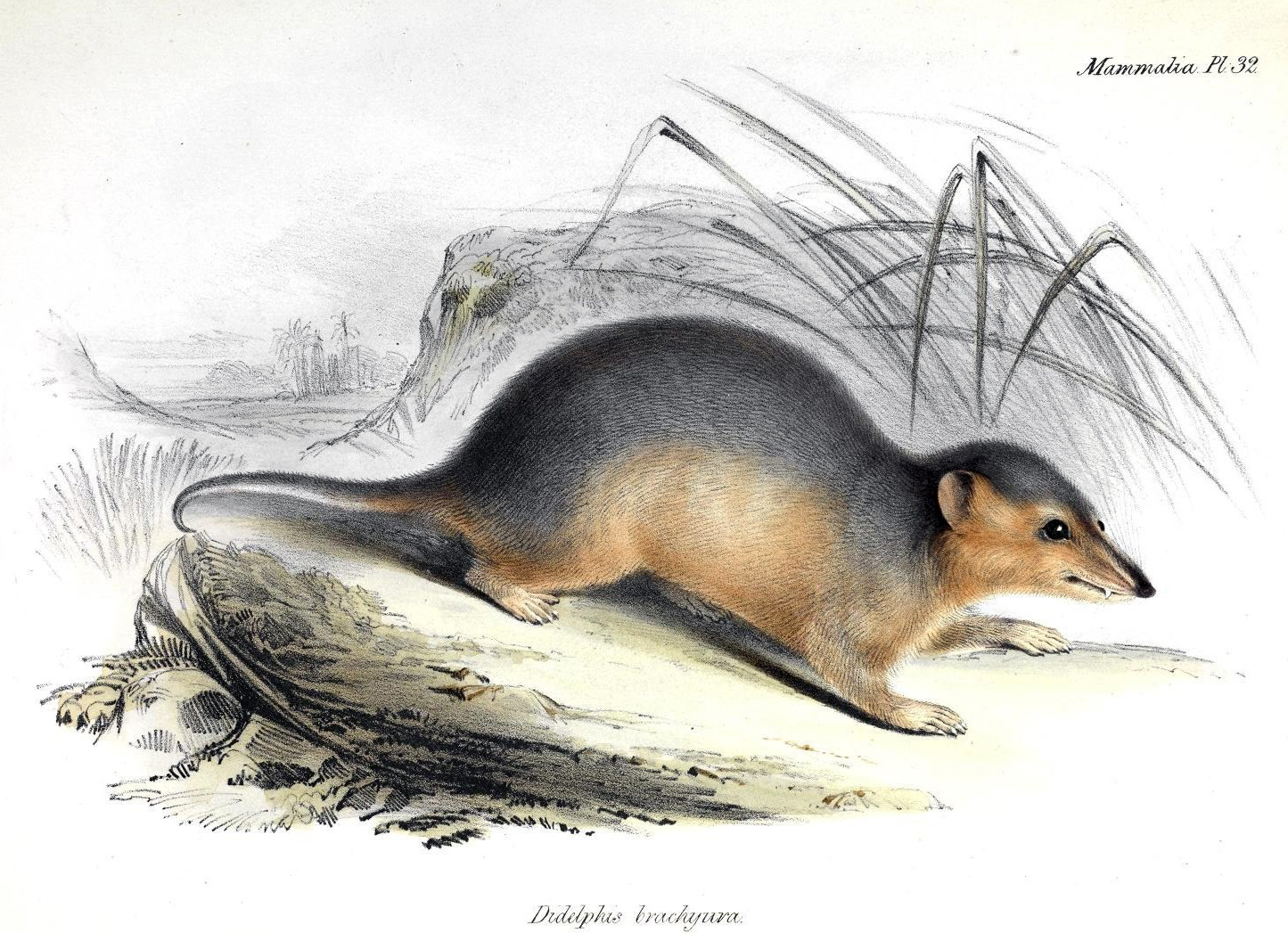
Die Gelbflanken-Spitzmausbeutelratte wird häufig erbeutet

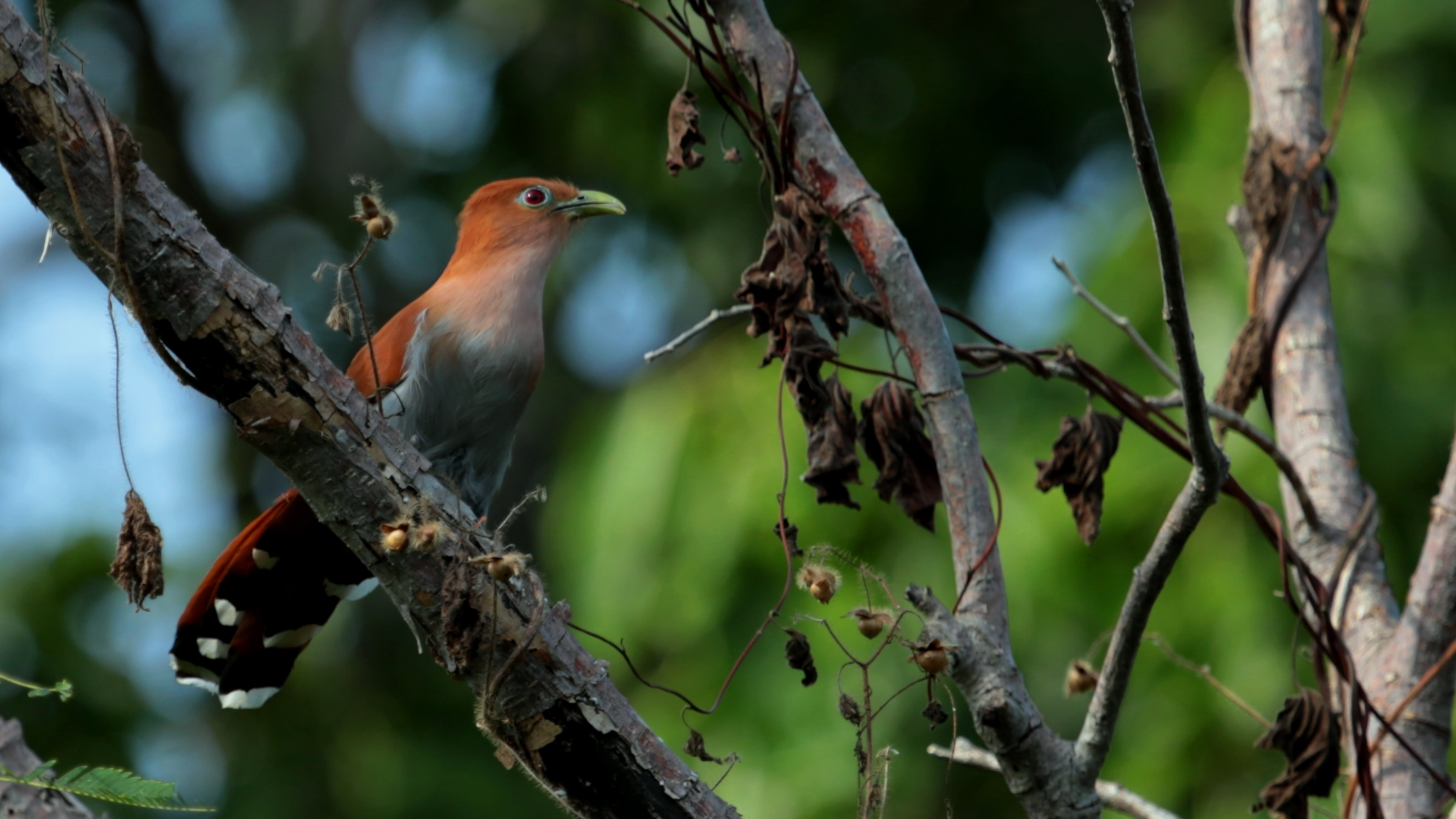
Vögel, wie dieser Kuckuck können regional sehr wichtige Beutetiere sein

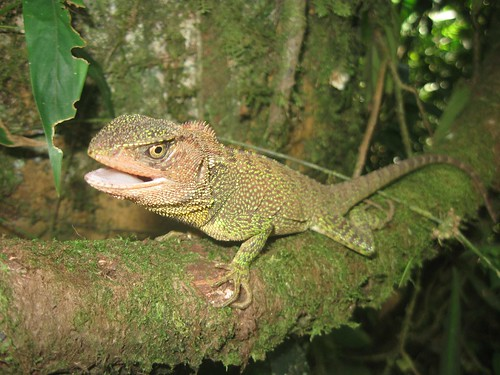
Auch Echsen (hier die Baumechse Enyalioides laticeps) sind eine wichtige Nahrungsquelle

Nach Ferguson-Lees bilden Eidechsen die wesentlichste Nahrungsquelle, daneben erbeutet er größere Insekten (vor allem Fangschrecken, Heuschrecken, Zikaden und Käfer), andere Wirbellose wie Spinnentiere, Hundertfüßer und Skorpione, kleine Säugetiere, insbesondere Nagetiere, kleine Schlangen, Froschlurche sowie Vögel, etwa bis zur Größe einer Taube. Einzelne detaillierte Untersuchungen zeigen die große Streuungsbreite der Nahrungszusammensetzung: In Argentinien waren 51 % der Beutetiere Insekten, vor allem Käfer, den Rest teilten sich Amphibien (25 %), kleine Nagetiere (12 %) und andere, darunter auch Fische (12 %). Vögel spielten in dieser Untersuchung keine Rolle. Im Regenwaldgebiet von Tikal waren Reptilien (Eidechsen und kleine Schlangen) zu 37 % die wichtigsten Beutetiere, kleine Säugetiere (29 %), Insekten (17 %), Vögel (15 %) und Frösche (2 %) folgten.
Unter den einzelnen Arten wurden im Regenwaldgebiet Guatemalas Meerschweinchen, Beutelratten, Stacheltaschenmäuse, Stachelleguane, Kuckucke (z. B. Eichhornkuckuck), Stärlinge (z. B. Schwarzkehltrupial) und unterschiedliche Fledermäuse identifiziert. Baladrón et al. stellten im Norden Argentiniens Akodon azarae, eine Art der Südamerikanische Feldmäuse, als am häufigsten erbeutetes Nagetier und die Gelbflanken-Spitzmausbeutelratte als häufigstes Beuteltier fest. A. azarae macht in dieser Untersuchung 63 % der aufgenommenen Biomasse aus. Häufig wurden weiters Boana pulchella, ein Laubfrosch erbeutet. Die Insektenbeute bestand vor allem aus Käfern und Heuschrecken. Wahrscheinlich gehören auch junge Weißbüschelaffen zum Beutespektrum des Wegebussards; jedenfalls reagiert diese Primatenart auf den Ruf des Greifvogels mit Flucht.
Das Gewicht der Mehrzahl der Beutetiere reichte von kleinen Insekten mit etwa einem Gramm bis zum Gewicht einer adulten Sumpfratte mit etwa 80 Gramm. Über 90 % der Beutetiere wies ein Gewicht unter 30 Gramm auf. In Ausnahmefällen sind Wegebussarde jedoch auch in der Lage, wesentlich größere und schwerere Tiere zu erbeuten, wie etwa die Graue Vieraugenbeutelratte, deren Gewicht zwischen 200 und 650 Gramm liegt.
Saisonal scheint der Wegebussard während der Brutsaison verstärkt Wirbeltiere zu erbeuten, während außerhalb dieser Insekten eine größere Rolle spielen. Ob R. magnirostris auch Aas verzehrt, ist nicht bekannt. Auch über Kleptoparasitismus liegen keine Informationen vor.

### Nahrungserwerb
Wegebussarde sind vornehmlich – wie für Bussarde typisch – Ansitzjäger. Die Höhe der Sitzwarten hängt stark von der Topographie des Jagdgebietes ab. Auf Freiflächen und Lichtungen, wo meist Randbäume oder Einzelständer ausgewählt werden, ist die durchschnittliche Höhe mit 10–25 Metern knapp doppelt so hoch wie im geschlossenen Wald. Erspäht er ein geeignetes Beutetier, gleitet er vom Ansitz und schlägt es am Boden. Bis zu 90 % aller Jagdversuche werden mit dieser energiesparenden Strategie ausgeführt. Vergleichsweise selten wurden Flugjagden auf mittelgroße Vögel (Kuckucke, Pirole u. a.) und Großinsekten beobachtet. Häufig fliegen Wegebussarde Feuerkanten entlang von Buschfeuern ab. Auch bei Massenauftreten von Flugameisen (insbesondere Wanderameisen) und schwärmenden Termiten (z. B. Coptotermes testaceus) wurden Flugjagden festgestellt.

## Brutbiologie
In welchem Alter Wegebussarde geschlechtsreif werden, ist nicht bekannt. Auch über Art und Dauer der Paarbindung liegen bislang keine detaillierte Angaben vor, doch wird angenommen, dass es sich um eine monogame Brutzeitverbindung handelt. In der Regel brüten Wegebussarde einmal im Jahr, Ersatzgelege wurden jedoch bei Gelegeverlust mehrmals beobachtet. Bei ungenügender Nahrungsverfügbarkeit können Jahresbruten unterbleiben, was in Waldgebieten häufiger vorzukommen scheint, als in offenen Landschaften.

### Brutzeiten
Die Brutzeiten variieren entsprechend dem sehr ausgedehnten Verbreitungsgebiet sehr stark: In Mittelamerika liegen sie zwischen Jänner und April (Mai), In Mexiko wurden frische Gelege im April gefunden; in Kolumbien und Venezuela lagen die meisten Brutnachweise zwischen April und August, im sehr gut untersuchten Yucatán lag der Brutgipfel zwischen März und Mai, in Südostbrasilien im Oktober und aus Argentinien liegen Brutbeobachtungen vom November und Dezember vor. Generell scheint die Art in Gebieten mit saisonalen Regenzeiten gegen Ende der Trockenzeit mit der Eiablage zu beginnen, sodass der Schlupf in den Beginn der Regenzeit fällt, eine Terminisierung, die mit einem Verfügbarkeitsgipfel von Großinsekten und wahrscheinlich einigen Arten von Wirbeltieren zusammenfällt.

### Neststandort, Nest und Gelege
Wegebussarde sind in der Vorbrutzeit sowohl akustisch als auch physisch auffällige Vögel. Häufig fliegen sie unter lauten Rufen knapp über den Baumgipfeln ihr Territorium ab, das sie in der Kernzone heftig gegenüber Artgenossen und andere potentielle Feinde oder Nistplatz- und Nahrungskonkurrenten verteidigen. Sie bauen ein relativ lose gefügtes, eher flaches Nest aus Zweigen, das außen mit Blättern und Rankengewächsen verkleidet wird. Beide Altvögel errichten jedes Jahr ein neues Nest, meist an einer anderen Stelle, nur selten im gleichen Baum wie in der vorhergehenden Brut. Die durchschnittlichen Ausmaße betragen 20–46 Zentimeter im Durchmesser und 6–36 Zentimeter in der Höhe. Es wird bevorzugt in eine stammferne Gabelung eines Astes gebaut, häufig in der Wipfelregion. Nester an den Rändern von Waldgebieten liegen mit durchschnittlich 20 Metern signifikant höher als solche in offenen, oder agrarisch genutzten Gebieten. Es kommen eine Vielzahl von Nistbäumen in Frage, wobei solche in Myrsine laetevirens, Gleditsia amorphoides oder in Sapium sp. häufig festgestellt wurden. Das Gelege besteht in äquatornahen Brutgebieten fast immer nur aus einem Ei, in höheren Breiten aus zwei, in Ausnahmefällen auch aus drei Eiern. Die Eier sind auf weißer Grundfarbe lila oder kastanienbraun gesprenkelt. Die kleinsten Eier (42 × 34,5 Millimeter) wurden in den äquatornahen Brutgebieten gesammelt, die größten (47,6 × 38,8 Millimeter) in Argentinien. Legefrische Eier aus Oaxaca wogen 34 Gramm.

### Brut und Jungenaufzucht
Soweit bekannt brütet nur das Weibchen; es wird während der 33 –37 Tage dauernden Brutzeit vom Männchen versorgt, das auch nach dem Schlupf für die ersten 10 Tage der Nestlingszeit (im Durchschnitt 38 Tage) Futter für Weibchen und Junge an das Nest bringt. Danach versorgt sich das Weibchen selbst und beteiligt sich auch an der Nahrungsbeschaffung für die Nestlinge. Mit etwa 31 Tagen beginnen die Jungen das Nest zu verlassen. Über die Führungszeit nach dem Ausfliegen liegen keine Angaben vor. Auch über den Bruterfolg gibt es nur wenige Angaben. Mit einer Ausfliegerate von nur 25 % erbrachte eine Beobachtungsreihe aus Guatemala einen sehr niedrigen Bruterfolg.

## Systematik
Die Art wurde 1788 von Johann Friedrich Gmelin als Falco magnirostris erstbeschrieben. Er verweist in seiner Erstbeschreibung auf Georges-Louis Leclerc de Buffon und John Latham, die sie einige Jahre zuvor als Épervier à gros bec bzw. Great-billed Falcon beschrieben, aber kein Binomen vergeben hatten. Gmelin gibt als Sammelort des Balges Cayenna = Cayenne an. Danach wurde der Wegebussard unterschiedlichen Gattungen (Astur, Asturina, Nisus) zugeordnet, bis 1844 Johann Jakob Kaup Rupornis anstatt Asturina empfahl und das hier „Untergeschlecht“ genannte Taxon mit „Sperberbussard“ sehr treffend charakterisierte. Dieser Gattungsname setzte sich zu dieser Zeit allerdings nur teilweise durch; dagegen wurde die Art im letzten Drittel des 19. Jh. vermehrt Buteo zugeordnet. Nachdem James Lee Peters in der 1931 erschienenen Check-List die Validität der Gattung Rupornis infrage gestellt hatte, etablierte sich Buteo als Gattungsname weitgehend. Es wurden zwar Unterschiede zu den typischen Vertretern dieser Gattung festgestellt (vor allem Flügellänge und Flügelform), doch da Buteo magnirostris für eine sehr ursprüngliche Art gehalten wurde, blieb diese Zuordnung lange aufrecht. 2003 führte die Arbeit von J. M. Riesing et al. dazu, die Systematik der Buteoninae neu zu überdenken. Ihre Forderung Buteo magnirostris wieder aus Buteo zu lösen und nach Rupornis zu stellen, führte aber erst zu taxonomischen Konsequenzen, als die breit angelegte Studie von F. Raposo do Amaral et al. (2009) Riesings Ergebnisse weitgehend bestätigte und weiterreichende Vorschläge zur taxonomischen Neuordnung der Buteoninae unterbreitete. Die IOU folgte Anfang 2013 diesen Empfehlungen, löste die Art aus Buteo und stellte sie in die wieder neu etablierte Gattung Rupornis.

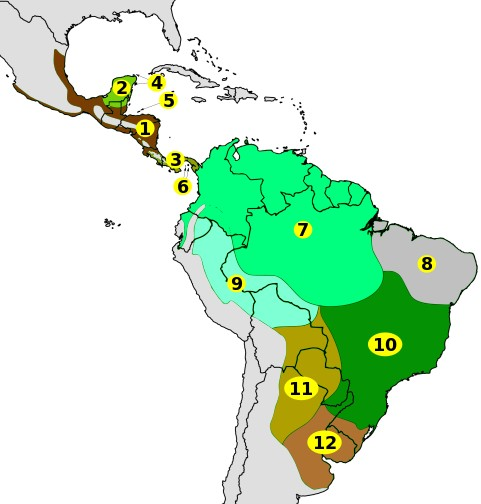
Verbreitung der Unterarten

Mit Stand Anfang 2021 wird die taxonomische Position des Wegebussards in der monotypischen Gattung Rupornis von den wesentlichsten Autoritäten anerkannt. Innerhalb der Buteoninae wurden keine Schwesterarten oder sehr nahe Verwandte festgestellt. Die Art ist polytypisch. Es wurden über zwanzig Unterarten beschrieben. Ferguson-Lees nennt vierzehn, das HBW zwölf Subspezies. Die nachstehende Auflistung folgt dem HBW.

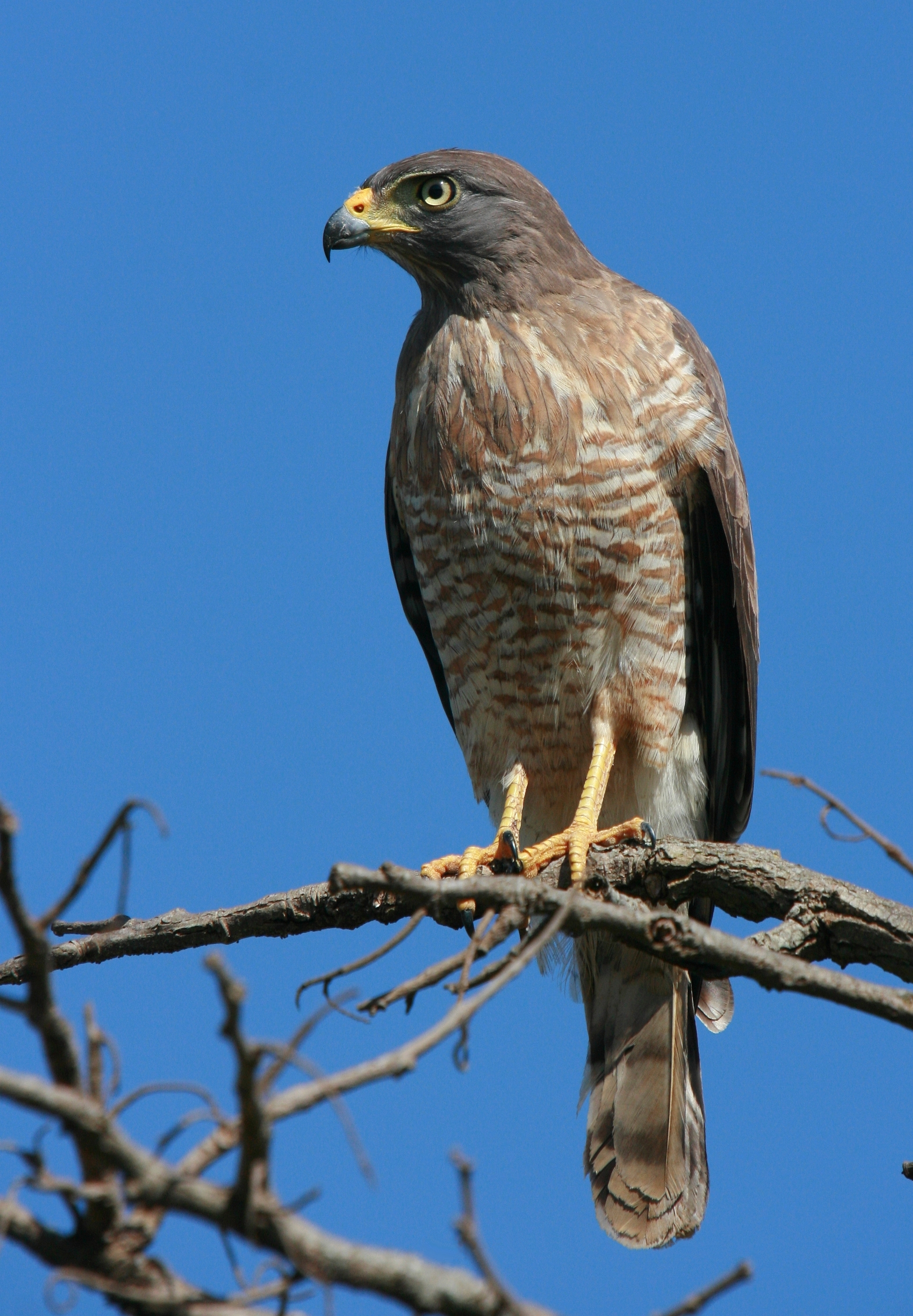
R. m. saturatus

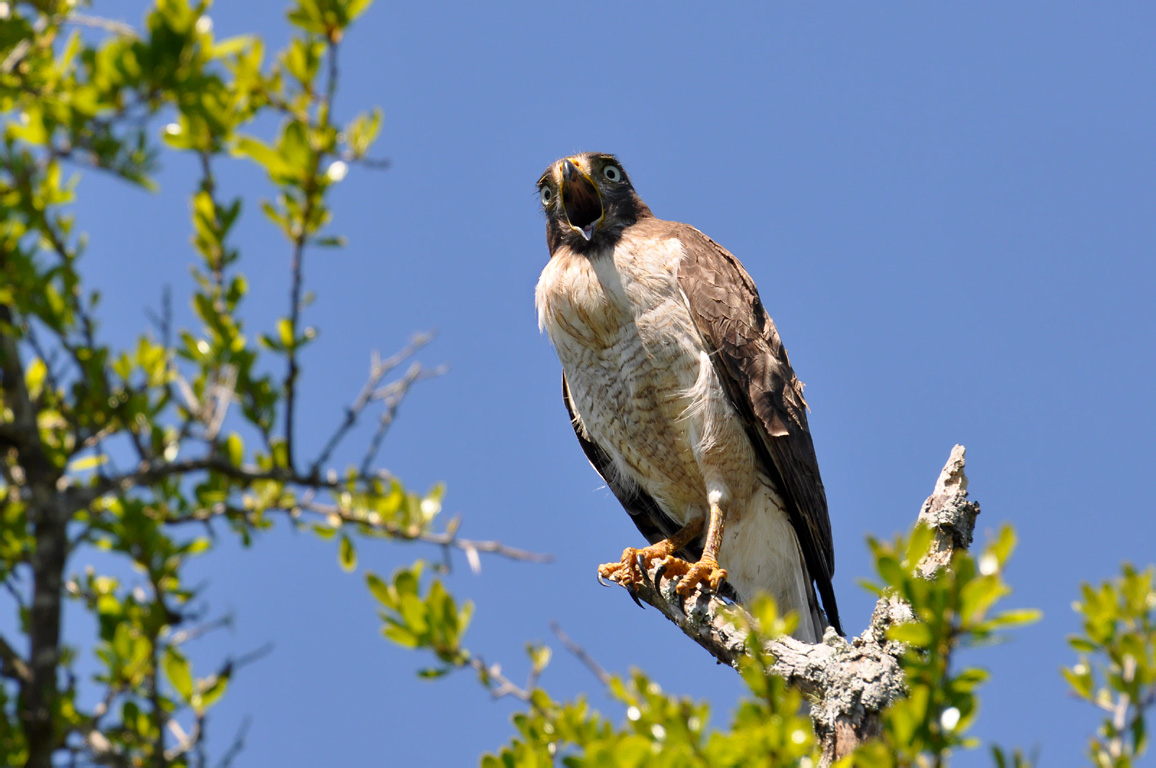
R. m. pucherani

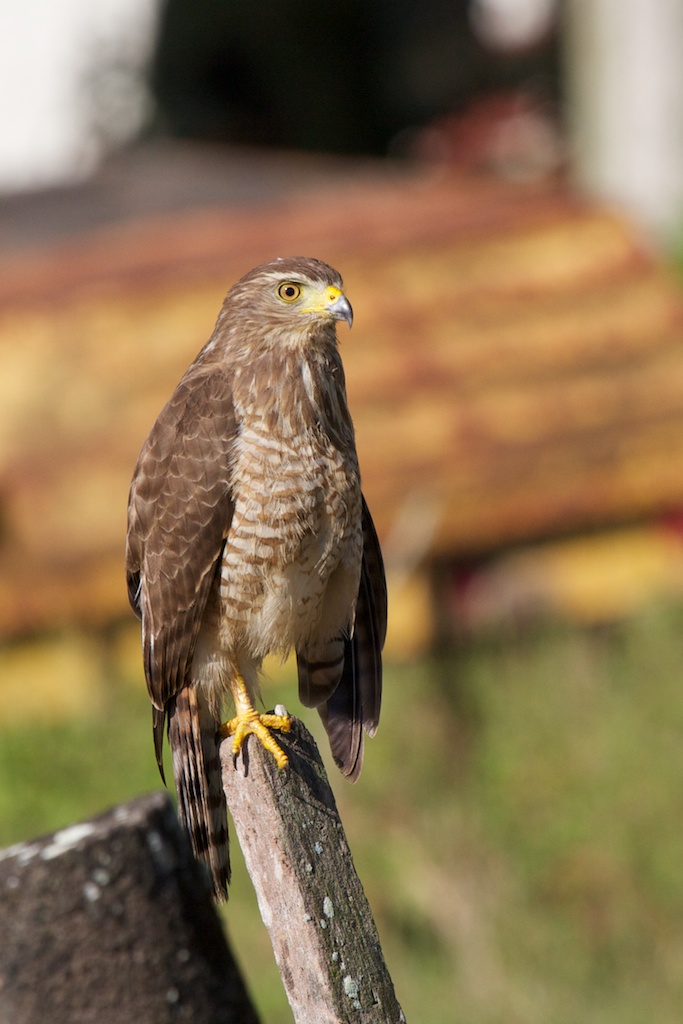
R. m. conspectus

- R. m. griseocauda (Ridgway, 1874)[26]: Mexiko (südwärts von Colima, Nuevo León und Tamaulipas; nicht auf Yucatán); Grenzverlauf in Mittelamerika unklar (Costa Rica oder bis Provinz Chiriquí) in Panama. Relativ groß; dunkelbraune Oberseite; grauer, deutlich abgesetzter Kopf-, Nacken- und Brustbereich. Weiß gestrichelte Kehle und grau-schwarze Schwanzbinden. Weibchen bis zu 17 % größer.
- R. m. conspectus Peters, J.L., 1913[27]: Südostmexiko (Tabasco und Yucatán) und nördliches Belize. Etwas kleiner als griseocauda; insgesamt weniger kontrastreich gezeichnet, verwaschen graubraun.
- R. m. petulans van Rossem, 1935[28]: Südwestliches Costa Rica und die pazifische Seite Panamas. Außerdem einige vorgelagerte Inseln. Die Schwanzbinden sind abwechselnd schwarz/hell rötlich-braun; deutliche rötlich-braune Flügelfelder. Sehr helle, nur wenig gezeichnete Unterseite.
- R. m. gracilis Ridgway, 1885[29]: Inselrasse der Yucatán vorgelagerten Inseln Cozumel und Isla Holbox. Sehr klein; die Unterseite ist stärker längsgestreift als gesperbert.
- R. m. sinushonduri (Bond, 1936)[30]: Inselrasse der Honduras vorgelagerten Inseln Bonacca und Roatán. Sehr klein und dunkel; kaum Gewichtsdimorphismus.
- R. m. alius Peters, JL & Griscom, 1929[31]: Inselrasse der Panama vorgelagerten Perleninseln. Ähnlich petulans, doch noch deutlicher rostrote Bänderung der Bauchseite.
- R. m. magnirostris (Gmelin, JF, 1788)[32]: Kolumbien, Westecuador, Venezuela die Guyanas und das Amazonastiefland.
- R. m. nattereri (Sclater, PL & Salvin, 1869)[33]: Nordöstliches Brasilien südwärts bis in die nördliche Provinz Bahia. Sehr ähnlich der Nominatform, doch mehr Grau auf der Oberseite.
- R. m. occiduus Bangs, 1911[34]: Ostperu, Nord- und Zentralbolivien, Westbrasilien. Relativ groß und graubraun; die Schwanzbinden sind abwechselnd schwarz und graubraun. Zimtfarben getupfte Brust und dunkel rostbraune Bänderung der Bauchseite.
- R. m. magniplumis (Bertoni, 1901)[35]: Zentral und Südbrasilien, nördlichstes Argentinien und Teile Paraguays. Große Unterart. Wenig Grau. Kastanienbraun auf der Oberseite, dunkle Kehle und rötlichbraune Brust.
- R. m. saturatus (Sclater, PL & Salvin, 1876)[36]: Südliches Zentral und Südbolivien, südwestliches Brasilien, Paraguay und Nordwestargentinien. Große, kontrastreich gefärbte Rasse; fast schwarzer Kopf, intensives dunkles Kastanienbraun auf der Oberseite, intensive rötlichbraune Bänderung der Bauchseite; schwarz-rötlichbraun gebänderter Schwanz.
- R. m. pucherani (Verreaux, J. & Verreaux, E., 1855)[37]: Ostargentinien südwärts bis Provinz Buenos Aires; Uruguay. Größte Unterart; schwärzlicher Kopf, eher dünne, blasse rötlichbraune Bänderung (reicht bis zur Brust).

Rupornis magnirostris ecuadoriensis Swann, 1922 und Rupornis magnirostris insidiatrix Bangs & Penard, 1918 werden heute als Synonym zur Nominatform, Rupornis magnirostris direptor Peters, JL & Griscom, 1929 und Rupornis magnirostris arguta Peters, JL & Griscom, 1929 als Synonym zu R. m. griseocauda und Asturina ruficauda (Sclater, PL & Salvin, 1869) als Synonym zu R. m. petulans, betrachtet. Komplizierter stellt sich die Situation bei Sparvius superciliaris Vieillot, 1817 dar, dessen Erstbeschreibung auf "Esparvero pardo ceja blanca" von Félix de Azara basierte. Lang wurde dieser Name als Synonym für R. m. pucherani bzw. R. m. saturatus betrachtet und hätte somit Priorität über die anderen Namen gehabt. Es waren 1949 Carl Eduard Hellmayr und Henry Boardman Conover die in S. superciliaris aufgrund eines nicht zu identifizierenden Jugendkleides den Namen als Nomen dubium klassifizierten. Alfred Laubmann anerkannte in seinem Werk Die Vögel von Paraguay noch die Unterart R. m. superciliaris. Eine klare Grenze der Verbreitungsgebiete R. m. magniplumis und dem heutigen R. m. saturatus konnte er für Paraguay nicht nennen.

## Bestand und Bedrohung
Der Wegbussard zählt in vielen Regionen zu den häufigsten Greifvögeln der Neotropen. BirdLife schätzt sein Verbreitungsgebiet auf fast 25 Mio km², Ferguson-Lees geht dagegen von nur 14,5 Mio km² aus. In Anbetracht der großen Anpassungsfähigkeit der Art und ihrer opportunistischen Jagdstrategien sehen beide Autoritäten mit Stand Anfang 2021 kein akutes Gefährdungspotenzial; BirdLife schätzt den Bestand demzufolge als ungefährdet (LC = least concern) ein.
Da der Wegebussard in ungestörten, tropischen Regenwäldern mit geschlossenem Kronendach nicht brütet, schaffen die anhaltenden Brandrodungen neuen Lebensraum für die Art. Dem stehen jedoch Bestandsrückgänge in einigen Gebieten Mittelamerikas gegenüber, die durch Urbanisierung und Pestizideintrag erklärt werden. Zunehmender Pestizideintrag und Umwandlung weiter Landstriche in für die Art kaum nutzbare Agrarflächen mit Monokulturen von Zuckerrohr und Sojabohnen, stellen für diesen – zu einem nicht unwesentlichen Teil von Insekten lebenden – Greifvogel eine ernste Bedrohung für die Zukunft dar.
Adulte Wegebussarde fallen zwar gelegentlich Prädatoren (vor allem größeren Greifvögeln und Eulen) zum Opfer, bestandsminimierend wirkt sich dies jedoch nicht aus. Auch die früher nicht unbeträchtliche Gefährdung durch Abschuss geht zurück. In Städten wird er jedoch häufig vergrämt, da er während der Brutzeit auch Menschen attackiert, die dem Brutplatz zu nahe kommen. Potenziell schwerwiegender könnten sich in Zukunft die Verluste im Straßenverkehr und durch Windkraftanlagen erweisen. Gelege, Nestlinge und Jungvögel sind von einer Vielzahl von Fressfeinden bedroht, unter denen Schlangen, verschiedene Affenarten, Waschbären, Nasenbären, Tayras, Beutelratten und unterschiedliche Vogelarten (besonders häufig ist die Nestprädation durch den Schopfkarakara) die wesentlichsten sind. Der Wegebussard reagiert auf die Anwesenheit von Geierfalken besonders empfindlich; auch ihnen fallen viele Gelege und Nestlinge zum Opfer.